# Stefan Sumiński

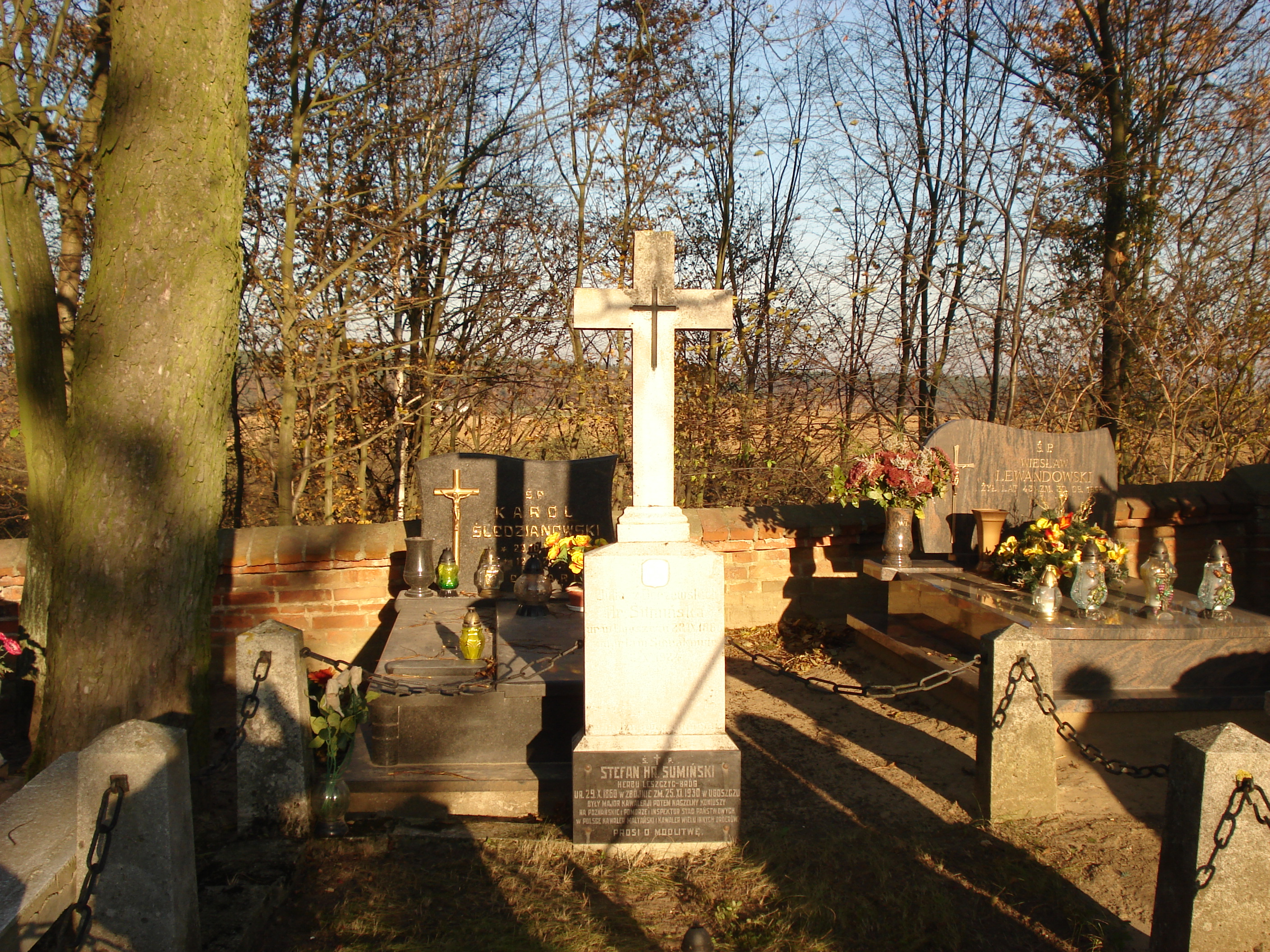
Grób Stefana Sumińskiego

Stefan Antoni Grzegorz Sumiński herbu Leszczyc (ur. 29 października 1860 w Zbójnie, zm. 25 listopada 1930 w Ugoszczu) – hipolog, oficer huzarów pruskich, dyrektor stadnin.

## Życiorys
Syn Artura Józefa i Julii z Piwnickich. Brat m.in. Marii, żony inż. Stanisława Czarnowskiego (1864-1926). Wychował się w Ryńsku na Pomorzu. W trakcie studiów w Berlinie pogłębiał wiedzę na temat hodowli koni. Po utracie przez rodziców majątku zaciągnął się do kawalerii, gdzie doszedł do stopnia majora. Był dyrektorem stada ogierów w Lubiążu na Śląsku, później jego naczelnym komisarzem. Po odzyskaniu przez Polskę niepodległości został dyrektorem (koniuszym) stadniny państwowej w Sierakowie Wielkopolskim i naczelnym koniuszym na Poznańskie i Pomorze. Po rezygnacji ze służby państwowej zajmował się importem koni. Wydał książki: Klacz stadna, jej exterieur, pochodzenie dziedziczne oraz inne problemy hodowlane (1923) i Konie oficerskie w armii (1930). Kawaler maltański. Był mężem Julii z Borzewskich. Miał syna Andrzeja i trzy córki. Razem z żoną został pochowany na cmentarzu w Oborach.